# Anisoceraea occidentalis
Anisoceraea occidentalis är en skalbaggsart som först beskrevs av Hintz 1919.  Anisoceraea occidentalis ingår i släktet Anisoceraea och familjen långhorningar. Inga underarter finns listade i Catalogue of Life.